# Katja Horvat
Katja Horvat, slovenska alpska smučarka, * 6. januar 1993. 
Horvat je bila članica kluba SK Slovenj Gradec. Nastopila je na svetovnih mladinskih prvenstvih v letih 2010, 2011, 2012, 2013 in 2014, ko je dosegla svojo najboljšo uvrstitev z 12. mestom v smuku. Na svetovnih prvenstvih je nastopila edinkrat leta 2013 v Schladmingu, kjer je bila 36. v veleslalomu. V svetovnem pokalu je leta 2013 nastopila na dveh tekmah, 12. januarja je bila na smuku v St Antonu 55., 9. marca pa se na veleslalomu v Ofterschwangu ni uvrstila v drugo vožnjo. V sezoni 2010/11 je postala slovenska državna prvakinja v superveleslalomu.